# Shalimar
Shalimar – miasto w Stanach Zjednoczonych, w stanie Floryda, w hrabstwie Okaloosa.